# Finala Ligii Campionilor 2018
Finala Ligii Campionilor 2018 a fost meciul final al Liga Campionilor 2017-2018, cel de-al 63-lea sezon al turneului de fotbal dintre cele mai bune cluburi europene organizat de UEFA și cel de-al 26-lea sezon de când a fost redenumită din Cupa Campionilor Europeni în Liga Campionilor UEFA. S-a jucat pe Stadionul Olimpic din Kiev, Ucraina pe 26 mai 2018, între echipa spaniolă și campioana de anul trecut Real Madrid, care a câștigat competiția în fiecare din ultimele două sezoane, și echipa engleză Liverpool.
Real Madrid a câștigat finala 3-1 pentru cel de-al treilea titlu consecutiv și cel de-al 13-lea titlu per total al Ligii Campionilor, devenind prima echipă care a obținut trei titluri înapoi, din moment ce FC Bayern München a învins Saint-Étienne în Finala Cupei Campionilor Europeni 1976; în plus, a fost al patrulea titlu în cinci sezoane. De asemenea, au obținut dreptul de a juca cu câștigătorii UEFA Europa League 2017-2018, Atlético Madrid, în Supercupa Europei 2018 și de a intra în semifinalele Campionatul Mondial al Cluburilor FIFA 2018. De asemenea, s-au calificat pentru a intra în faza grupelor din Liga Campionilor 2018-2019, dar din moment ce s-au calificat deja prin performanța lor din campionat, locul rezervat a fost acordat campionilor din Prima Ligă din Cehia 2017-18 pe locul 11 din clasament în funcție de lista de acces a sezonului viitor.

## Meci

### Detalii
Echipa „gazdă” (în scopuri administrative) a fost determinată după tragerea la sorți suplimentară care a avut loc după tragerea la sorți a sferturilor de finală și a semifinalelor. Tragerea la sorți a avut loc la 13 aprilie 2019, ora 13:00 CEST, la sediul UEFA din Nyon, Elveția.
| Real Madrid                   | 3–1    | Liverpool  |
| ----------------------------- | ------ | ---------- |
| - Benzema 15' - Bale 64', 83' | Raport | - Mané 55' |

| Real Madrid | Liverpool |

| P               | 1  | Keylor Navas      |  |     |
| FD              | 2  | Dani Carvajal     |  | 37' |
| FC              | 5  | Raphaël Varane    |  |     |
| FC              | 4  | Sergio Ramos (c)  |  |     |
| FS              | 12 | Marcelo           |  |     |
| MC              | 10 | Luka Modrić       |  |     |
| MC              | 14 | Casemiro          |  |     |
| MC              | 8  | Toni Kroos        |  |     |
| MO              | 22 | Isco              |  | 61' |
| AC              | 9  | Karim Benzema     |  | 89' |
| AC              | 7  | Misstiano Penaldo |  |     |
| Rezerve:        |    |                   |  |     |
| P               | 13 | Kiko Casilla      |  |     |
| F               | 6  | Nacho             |  | 37' |
| F               | 15 | Theo Hernandez    |  |     |
| M               | 20 | Marco Asensio     |  | 89' |
| M               | 23 | Mateo Kovačić     |  |     |
| A               | 11 | Gareth Bale       |  | 61' |
| A               | 17 | Lucas Vázquez     |  |     |
| Antrenor:       |    |                   |  |     |
| Zinedine Zidane |    |                   |  |     |

| P            | 1  | Loris Karius           |     |     |
| FD           | 66 | Trent Alexander-Arnold |     |     |
| FC           | 6  | Dejan Lovren           |     |     |
| FC           | 4  | Virgil van Dijk        |     |     |
| FS           | 26 | Andrew Robertson       |     |     |
| MC           | 7  | James Milner           |     | 83' |
| MC           | 14 | Jordan Henderson (c)   |     |     |
| MC           | 5  | Georginio Wijnaldum    |     |     |
| AD           | 11 | Mohamed Salah          |     | 31' |
| AC           | 9  | Roberto Firmino        |     |     |
| AS           | 19 | Sadio Mané             | 82' |     |
| Rezerve:     |    |                        |     |     |
| P            | 22 | Simon Mignolet         |     |     |
| F            | 2  | Nathaniel Clyne        |     |     |
| F            | 17 | Ragnar Klavan          |     |     |
| F            | 18 | Alberto Moreno         |     |     |
| M            | 20 | Adam Lallana           |     | 31' |
| M            | 23 | Emre Can               |     | 83' |
| A            | 29 | Dominic Solanke        |     |     |
| Antrenor:    |    |                        |     |     |
| Jürgen Klopp |    |                        |     |     |

| Omul meciului: Gareth Bale (Real Madrid) Arbitri asistenți: Milovan Ristić (Serbia) Dalibor Đurđević (Serbia) Al patrulea oficial: Clément Turpin (Franța) Arbitru asistent suplimentar: Nenad Đokić (Serbia) Danilo Grujić (Serbia) Arbitru asistent de rezervă: Nemanja Petrović (Serbia) | Regulile meciului - 90 minute. - 30 minute de prelungiri dacă este necesar. - Penaltiuri dacă scorul este egal. - Șapte rezerve numite. - Maxim trei schimbări. |

### Statistici
| Statistici        | Real Madrid | Liverpool |
| ----------------- | ----------- | --------- |
| Goluri marcate    | 0           | 0         |
| Total șuturi      | 5           | 9         |
| Șuturi pe poartă  | 0           | 1         |
| Apărate           | 1           | 0         |
| Posesia mingii    | 65%         | 35%       |
| Cornere           | 2           | 2         |
| Faulturi          | 2           | 10        |
| Offside-uri       | 4           | 1         |
| Cartonașe galbene | 0           | 0         |
| Cartonașe roșii   | 0           | 0         |

| Statistici        | Real Madrid | Liverpool |
| ----------------- | ----------- | --------- |
| Goluri marcate    | 3           | 1         |
| Total șuturi      | 7           | 3         |
| Șuturi pe poartă  | 5           | 1         |
| Apărate           | 0           | 2         |
| Posesia mingii    | 58%         | 42%       |
| Cornere           | 7           | 3         |
| Faulturi          | 3           | 8         |
| Offside-uri       | 3           | 2         |
| Cartonașe galbene | 0           | 1         |
| Cartonașe roșii   | 0           | 0         |

| Statistic         | Real Madrid | Liverpool |
| ----------------- | ----------- | --------- |
| Goluri marcate    | 3           | 1         |
| Total șuturi      | 12          | 12        |
| Șuturi pe poartă  | 5           | 2         |
| Apărate           | 1           | 2         |
| Posesia mingii    | 62%         | 38%       |
| Cornere           | 9           | 5         |
| Faulturi          | 5           | 18        |
| Offside-uri       | 7           | 3         |
| Cartonașe galbene | 0           | 1         |
| Cartonașe roșii   | 0           | 0         |

## Legături externe
- UEFA Champions League (official website)
  - UEFA Champions League history: 2017/18
- 2018 UEFA Champions League final: Kyiv, UEFA.com